# Tyrese Campbell
Tyrese Campbell (28 de diciembre de 1999) es un futbolista profesional inglés que juega como delantero en el Sheffield United F. C.

## Vida personal
Campbell nació en Cheadle Hulme, Gran Mánchester, y fue a la Cheadle Hulme School  Su padre Kevin Campbell, es un exfutbolista profesional que jugó en el Arsenal, Everton, Nottingham Forest y West Bromwich Albion.

## Trayectoria

### Inicios
Campbell comenzó su carrera en la academia del Manchester City antes de rechazar la oportunidad de convertirse en profesional con el club en el verano de 2016. En cambio, firmó un contrato con el Stoke City con un valor de Campbell fue un goleador prolífico con el Stoke sub-18 en 2016-17, ya que los ayudó a alcanzar la semifinal de la FA Youth Cup. Campbell fue ascendido a entrenar con el primer equipo en febrero de 2018 después de impresionar al entrenador Paul Lambert en el entrenamiento.

### Stoke
Campbell hizo su debut profesional el 24 de febrero de 2018 en un empate 1-1 ante el Leicester City en la Premier League. Jugó tres partidos como suplente hacia el final de la temporada 2017-18, cuando el Stoke descendió a la EFL Championship. Campbell jugó su primer partido con el Stoke el 15 de enero de 2019 en un partido de FA Cup contra el Shrewsbury Town, marcando dos veces en una derrota por 3-2.

### Cesión al Shrewsbury Town
El 31 de enero de 2019, fue cedido al Shrewsbury Town en la EFL League One por el resto de la temporada. Debutó dos días después en una derrota en casa por 3-0 ante el Luton Town, en la que fue sustituido por Stefan Payne después de 63 minutos. Marcó su primer gol en liga el 16 de febrero, abriendo el marcador de un empate 1-1 en casa ante el Burton Albion. Campbell jugó 15 veces para "las Musarañas", anotando cinco goles que ayudaron a asegurar la permanencia en la League One. Las actuaciones de Campbell para Shrewsbury le valieron el premio al jugador joven del mes de EFL de febrero de 2019.

### Stoke (2ª etapa)
Campbell anotó su primer gol en la Championship el 19 de octubre de 2019 en una victoria por 2-0 contra el Fulham. Durante aquella temporada, Campbell fue principalmente el sustituto de Nathan Jones. Tras la llegada de Michael O'Neill en noviembre de 2019, Campbell finalmente se abrió camino de regreso al equipo y anotó goles vitales contra el Sheffield Wednesday, el Huddersfield Town y el West Bromwich Albion ayudando al Stoke a salir de la zona de descenso con el cambio de año. Campbell firmó un nuevo contrato de cuatro años y medio con Stoke el 24 de enero de 2020, después de rechazar ofertas de varios otros clubes. La temporada se extendió hasta junio debido a la pandemia de COVID-19 y Campbell jugó en todos los partidos restantes y anotó dos veces contra su rival de permanencia, el Barnsley el 4 de julio de 2020. Terminó la campaña con nueve goles en 37 partido como jugador del Stoke, evitó el descenso y terminó en la posición 15.
Campbell comenzó la temporada 2020-21 en buena forma, anotando el gol de la victoria contra el Brentford el 24 de octubre de 2020, y marcó dos goles en la victoria por 4-3 contra el Huddersfield Town el 21 de noviembre. A principios de diciembre, había marcado siete goles y realizado cinco asistencias en 19 partidos. Sin embargo, sufrió una lesión en la rodilla que le puso fin a la temporada contra el Cardiff City el 8 de diciembre. Campbell estuvo fuera durante diez meses y volvió contra el Bournemouth el 19 de octubre de 2022. Intentó recuperar su forma en la temporada 2021-2022, anotando cinco goles en 30 partidos.

## Trayectoria internacional
Habiendo representado previamente a Inglaterra en los niveles U16 y U17, Campbell recibió su primera convocatoria para el equipo Sub-20 el 8 de noviembre de 2019. Campbell anotó dos goles en la victoria por 4-0 sobre Portugal en la Liga Elite Sub-20 el 14 de noviembre de 2019.

## Estadísticas
| Club                     | Temporada | Liga           | Liga | Liga | FA Cup | FA Cup | EFL Cup | EFL Cup | Otros | Otros | Total | Total |
| Club                     | Temporada | División       | P    | G    | P      | G      | P       | G       | P     | G     | P     | G     |
| ------------------------ | --------- | -------------- | ---- | ---- | ------ | ------ | ------- | ------- | ----- | ----- | ----- | ----- |
| Stoke City sub-23        | 2016-17   | —              | —    | —    | —      | —      | —       | —       | 1     | 0     | 1     | 0     |
| Stoke City sub-23        | 2017-18   | —              | —    | —    | —      | —      | —       | —       | 3     | 0     | 3     | 0     |
| Stoke City sub-23        | 2018-19   | —              | —    | —    | —      | —      | —       | —       | 4     | 2     | 4     | 2     |
| Stoke City sub-23        | Total     | Total          | —    | —    | —      | —      | —       | —       | 8     | 2     | 8     | 2     |
| Stoke City               | 2017-18   | Premier League | 4    | 0    | 0      | 0      | 0       | 0       | —     | —     | 4     | -     |
| Stoke City               | 2018-19   | Championship   | 3    | 0    | 2      | 2      | 1       | 0       | —     | —     | 6     | 2     |
| Stoke City               | 2019-20   | Championship   | 33   | 9    | 1      | 0      | 3       | 0       | —     | —     | 37    | 9     |
| Stoke City               | 2020-21   | Championship   | 16   | 6    | 0      | 0      | 3       | 1       | —     | —     | 19    | 7     |
| Stoke City               | 2021-22   | Championship   | 26   | 4    | 3      | 1      | 1       | 0       | —     | —     | 30    | 5     |
| Stoke City               | 2022-23   | Championship   | 4    | 0    | 0      | 0      | 1       | 0       | —     | —     | 5     | 0     |
| Stoke City               | Total     | Total          | 86   | 19   | 6      | 3      | 9       | 1       | —     | —     | 101   | 23    |
| Shrewsbury Town (cedido) | 2018-19   | League One     | 15   | 5    | 0      | 0      | 0       | 0       | —     | —     | 15    | 5     |
| Total                    | Total     | Total          | 101  | 24   | 6      | 3      | 9       | 1       | 8     | 2     | 125   | 30    |